# Deus e Eu no Sertão
Deus e Eu no Sertão é o quarto single (terceiro single oficial já que "Você Sabia" foi apenas promo) do álbum Borboletas da dupla sertaneja brasileira Victor & Leo. Foi gravada primeiramente em 2002 no álbum Vitor e Leo, e foi gravada novamente em 2004 no álbum Vida Boa, mas foi a versão do álbum Borboletas lançada em maio de 2009 nas rádios do Brasil que estourou no país. A canção alcançou a posição 1 nas paradas do Brasil e se tornou o 3º single da dupla a alcançar o topo das paradas.
A música é o tema de abertura da novela Paraíso. A canção é toda tocada por Victor Chaves, que fazia mais backings e foi considerada uma das melhores e mais belas músicas da carreira da dupla, pela simplicidade e beleza lírica.

## Composição
Victor definiu a canção como "uma canção bela, que fala da relação dele e Deus no sertão,ou seja, em perfeita harmonia, sem exageros, apenas uma linda vida simples no mato".

## Sucesso nas Paradas
A canção se tornou um hit nas paradas do Brasil Hot 100, se tornando o 3º single Nº 1 da dupla.
Também alcançou a posição 4 da Billboard Brasil.
| Paradas (2009)               | Posição |
| ---------------------------- | ------- |
| BR Billboard Hot 100 Airplay | 4       |
| Hot 100 Brasil               | 1       |